# Mi-1 (航空機)
Mi-1
Mi-1U
- 分類：ヘリコプター
- 製造者：ミル設計局
- 運用者：ソビエト連邦
- 初飛行：1948年9月20日
- 生産数：2,594機
- 運用開始：1950年

Mi-1 は、ソビエト連邦で初めて開発・設計された座席数3席/4席を備えた小型ヘリコプターである。DoDコードはType 32、NATOコードネームは"ヘア"(Hare)。同機は1951年にソビエト・航空ショーで公開された。16年間でソビエト連邦では1000機、ポーランド（SM-1）では1594機が投入された。

## 開発
Mi-1の初飛行は1948年9月20日に実施され、翌年の1949年に試験飛行が行われた。1951年に試作機が墜落事故で失われているが、同年にはスターリンに寄贈された。
1950年2月21日モスクワの工場で15機が生産され、後に増産が決定される。1952年から1953年にかけては30機がカザンの工場で生産されており、1954年オレンブルクで大量生産された。また、1956年からはロストフでも生産が開始されている。
1956年からは4席の同機がポーランドのWSK　PZL-swiduikでライセンス生産が行われ、生産数は1594機に達した。

## バリエーション

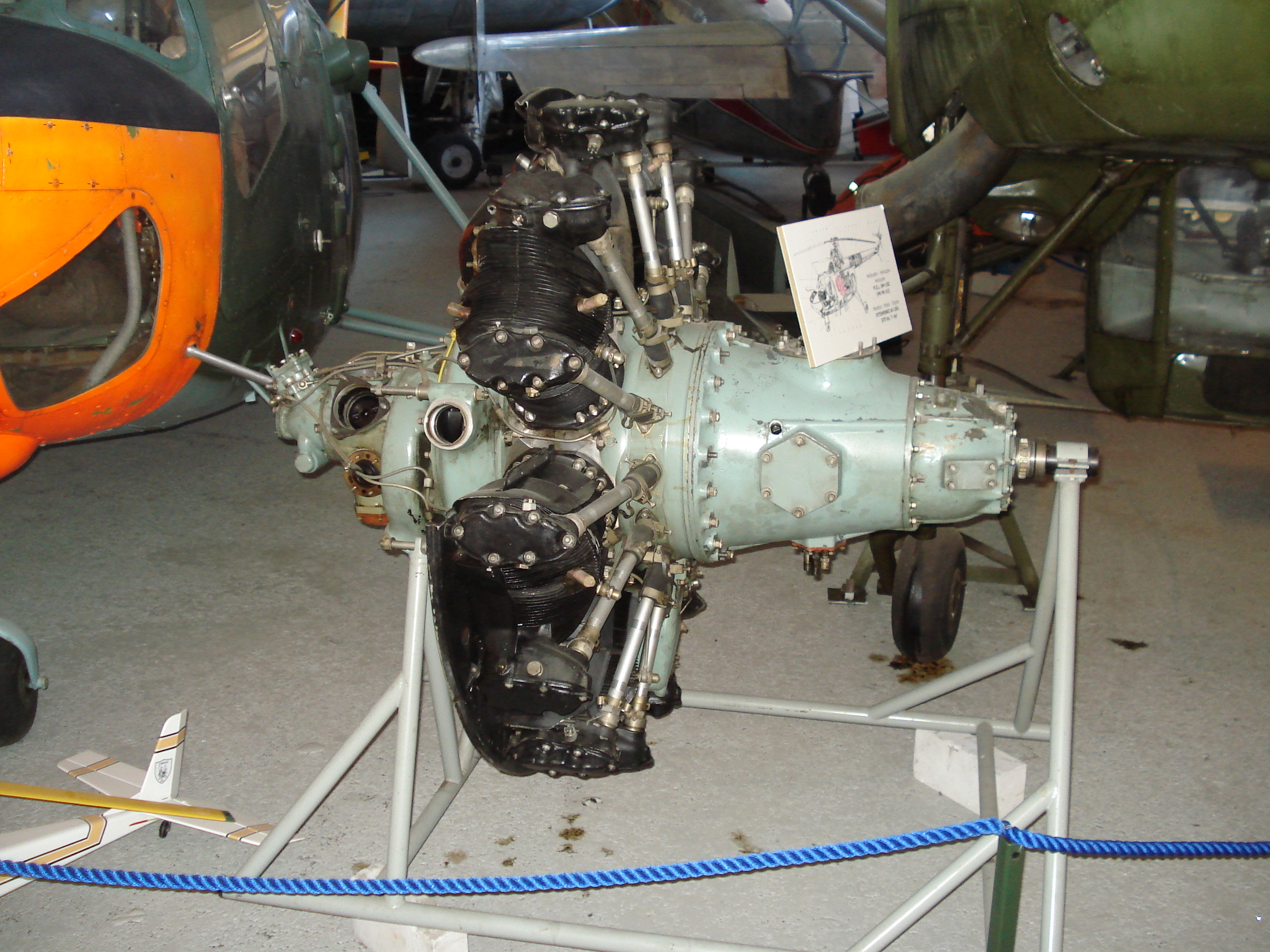
SM-1に搭載された、ポーランド製イフチェンコ AI-26Vエンジン

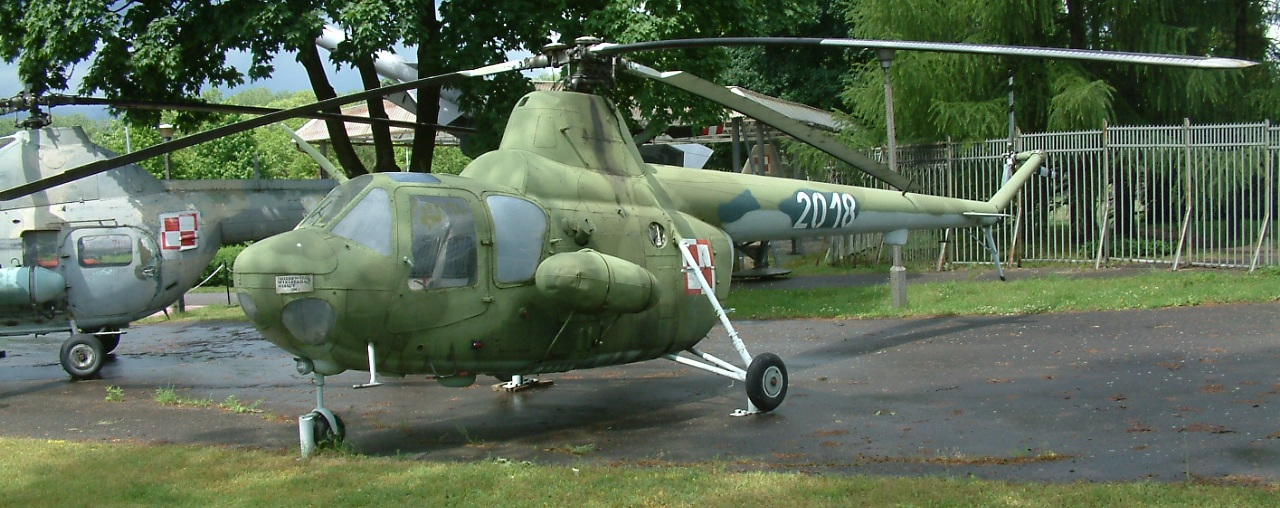
SM-1 (ポーランド製Mi-1)

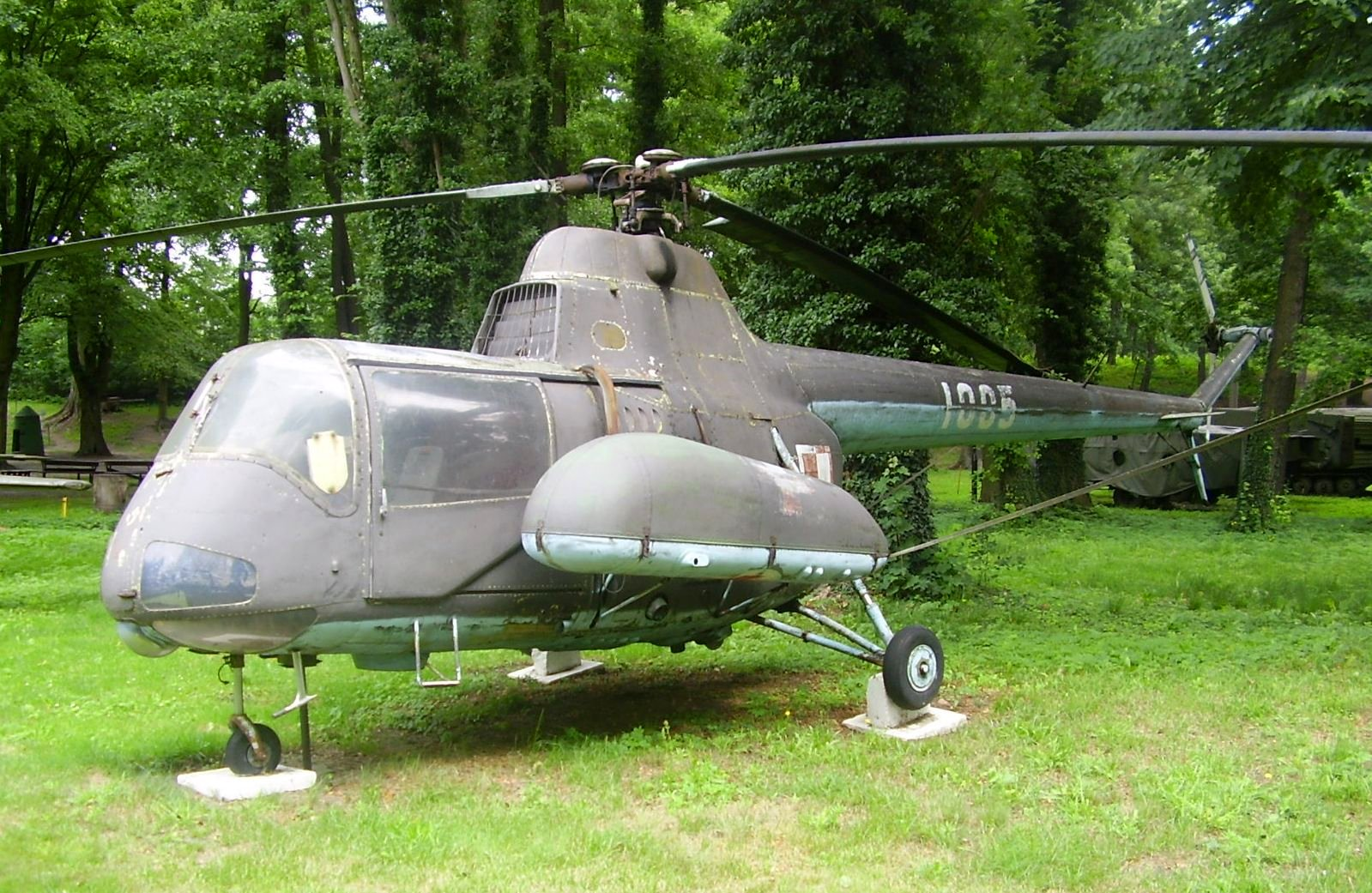
SM-2

GM-1
Mil Mi-1の試作機。エンジンは空冷星型7気筒のAI-26GRで、出力は500 - 550 hp (後にAI-26GRF)。
Mi-1
初期生産型で、3席の多目的仕様。定員は操縦士1名と乗員2名、エンジンはAI-26GRFで、出力575 hp。
Mi-1T
3席の多目的輸送仕様。定員は操縦士1名と乗員2名、エンジンはAI-26V。
Mi-1KR (TKR)
軍用の偵察・連絡仕様。Mi-1Tをベースにしている。
Mi-1NKh
3席の多目的輸送型。Mi-1Tを基に開発され農業、救急搬送、人員輸送、航空郵便、貨物輸送に使用された。
Mi-1A
3席の多目的輸送型で、従来よりも信頼性を改善。1957年に生産開始され定員は3名で操縦士1名と乗員2名。
Mi-1AKR
Mi-1Aを改修した、偵察と連絡任務仕様。
Mi-1U/TU/AU/MU
Mi-1、T、A、Mを改修した訓練用の機体。
Mi-1M
1957年に生産開始された4席の軽多目的仕様。定員は4名で操縦士1名と乗員3名。機体の屋根や機種が拡張され、窓ガラス下側の線が斜めから水平に変更。
Mi-1M Moskvich
アエロフロートが使用した民間仕様。防音設備が備えられ、油圧式操縦制御と全金属製ローターブレードを装備。
Mi-1MNKh
Mi-1Mを改修した4席の多目的仕様。旅客輸送のほか、農業・患者輸送・航空郵便・貨物輸送といった用途に向く。
Mi-1MG
1958年に生産されたMi-1Mを改修した水上仕様。(2機のみ生産)
Mi-1MRK
Mi-1Mを改修した軽連絡用。
SM-1
ポーランドでライセンス生産された機種でエンジンはLiT-3。
SM-1/600
ポーランドで1957生産開始された信頼性向上型。型式の600は運用可能時間が600時間であることを示す。
SM-1W
1960年に生産されたMi-1M(MNKh)のポーランド仕様。
SM-1WS
ポーランドの救急搬送用。
SM-1WSZ
ポーランドの訓練仕様。
SM-1WZ
ポーランドの農業用。
SM-2
ポーランドの機体延長型で、機長1名のほか4名が搭乗可能。
Mi-3
4枚のメインローター型。

## 運用国
北朝鮮

## 性能･主要諸元(Mil Mi-1)
- 乗員: 1名

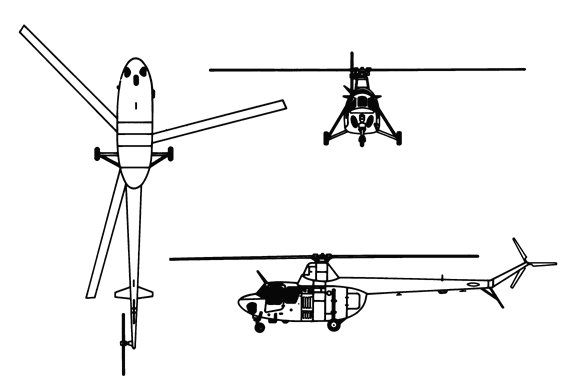
Mi-1の三面図

- 有効積載量: 乗客2名・荷物255 kg (561 lb)
- 全長: 12.09 m (39 ft 8 in)
- 主回転翼直径: 14.35 m (47 ft 1 in)
- 全高: 3.30 m (10 ft 10 in)
- 円板面積: 161.7 m² (1,740 ft²)
- 自重: 1,700 kg (3,740 lb)
- 全備重量: 2,140 kg (4,708 lb)
- 最大離陸重量: 2,330 kg (5,126 lb)
- 発動機: 1× イフチェンコ AI-26（英語版）星型エンジン 429 kW (575 hp)
- 超過禁止速度: 185 km/h (115 mph)
- 航続距離: 430 km (268 mi)
- 実用上昇限度: 3,500 m (11,480 ft)
- 上昇率: 5.3 m/s (1,043 ft/min)
- 円板荷重: 13 kg/m² (3 lb/ft²)
- 出力重量比: 0.20 kW/kg (0.12 hp/lb)